# Astrolirus patricki
Astrolirus patricki — вид морських зірок родини Brisingidae . Описаний у 2020 році.

## Етимологія
Назва виду походить від Патріка Зірко, персонажа у відомому мультфільмі «Губка Боб Квадратні Штани», який завжди проводить час зі своїм кращим другом Губкою Бобом. Вид вирішили так назвати, оскільки всі екземпляри спостерігали in situ на губках.

## Поширення
Вид поширений на північному заході Тихого океану.

## Спосіб життя
Мешкає на морському дні на глибині 1458-2125 м. Усі екземпляри нового виду спостерігалися прикріпленими до шестипроменевих губок, що свідчить про можливий тісний зв’язок між двома таксонами.